# Dream Star Fighting Marigold
La Dream Star Fighting Marigold o semplicemente Marigold è una federazione di wrestling giapponese esclusivamente femminile (joshi). È stata fondata da Rossy Ogawa nel 2024 dopo il suo allontanamento dalla World Wonder Ring Stardom.

## Storia
La fondazione della Marigold è avvenuta nel 2024, dopo che Rossy Ogawa è stato accusato (accuse lui stesso negate) dalla dirigenza della Stardom di deviare le atlete verso quella che sarebbe stata la sua nuova promotion. Il nome Marigold proviene dalla calendula, fiore associato al sole, simbolo di forza nella cultura giapponese.
È stato inoltre riportato una rapporto di partenariato con la WWE.
Durante il primo evento assoluto, Marigold Fields Forever, sono state annunciate diverse atlete, come Utami Hayashishita, Sareee, Giulia, e i titoli mondiale e nazionale, che avrebbero avuto la cintura rossa e bianca rispettivamente, come i titoli maggiori della Stardom, rispettando la tradizione nata nella All Japan Women's Pro-Wrestling.
Durante l'evento Summer Destiny, l'atleta WWE Iyo Sky ha partecipato alla serata sconfiggendo Utami Hayashishita, mentre Sareee ha sconfitto Giulia laureandosi prima Marigold World Champion.
Nel novembre 2024, la Pro Wrestling Noah ha introdotto il GHC Women's Championship, conteso dalle atlete della Marigold e del circuito indipendente giapponese. Il titolo è stato vinto da Kouki Amarei.

## Riconoscimenti

### Titoli
| Titolo                                | Campionessa           | Data           | Luogo | Evento        | Fonti |
| ------------------------------------- | --------------------- | -------------- | ----- | ------------- | ----- |
| Marigold World Championship           | Utami Hayashishita    | 3 gennaio 2025 | Tokyo | First Dream   |       |
| Marigold United National Championship | Mai Sakurai           | 3 gennaio 2025 | Tokyo | First Dream   |       |
| Marigold Twin Star Championship       | Maria e Riko Kawahata | 10 maggio 2025 | Osaka | Rising Spirit |       |
| Marigold Superflyweight Championship  | Mayu Iwatani          | 24 maggio 2025 | Tokyo | Shine Forever |       |

### Tornei
| Nome                  | Vincitrice          | Data              |
| --------------------- | ------------------- | ----------------- |
| Dream Star Grand Prix | Utami Hayashishita  | 28 settembre 2024 |
| Twin Star Cup         | Mai Sakurai e Mirai | 20 dicembre 2024  |

## Personale

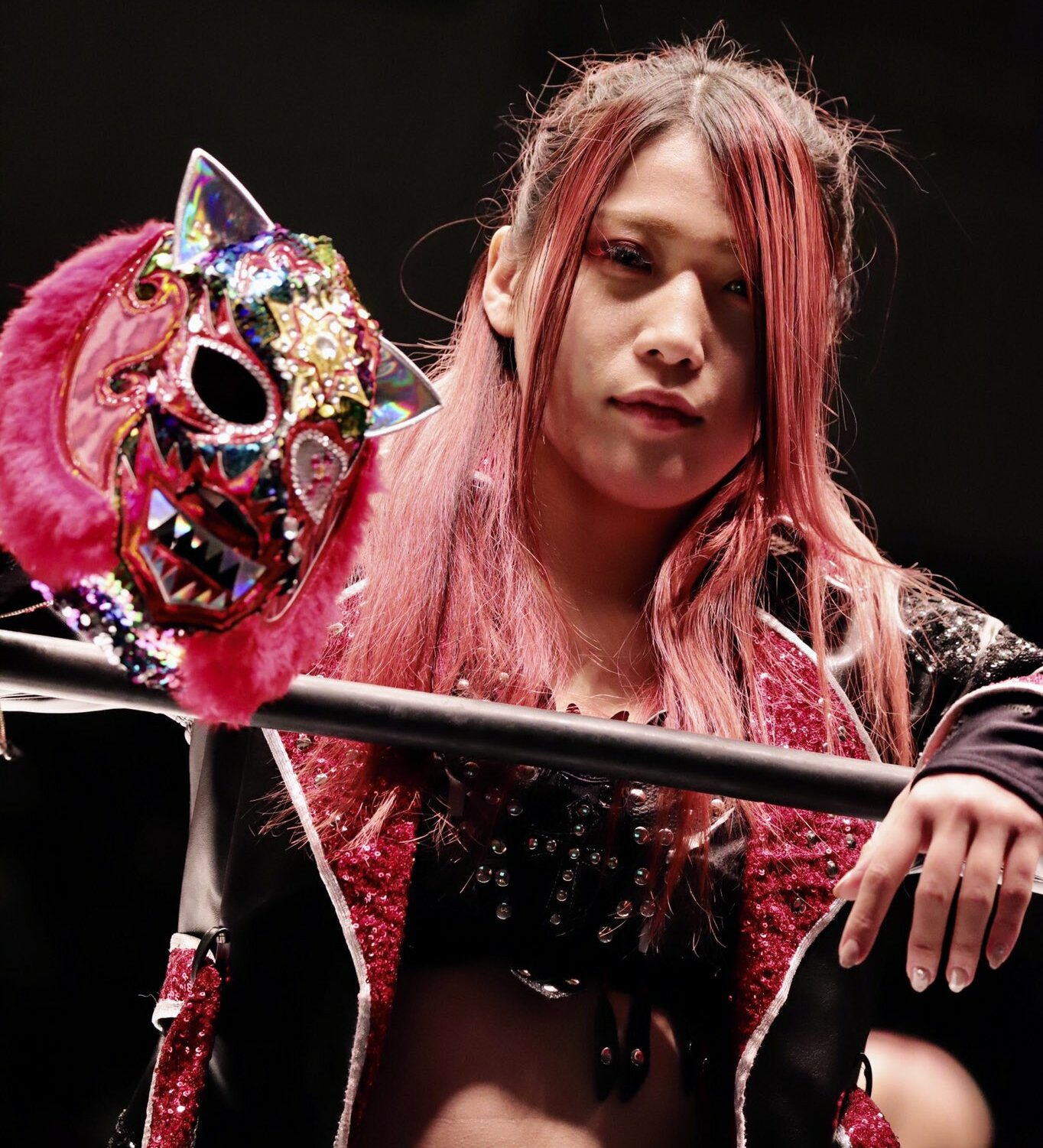
Utami Hayashishita

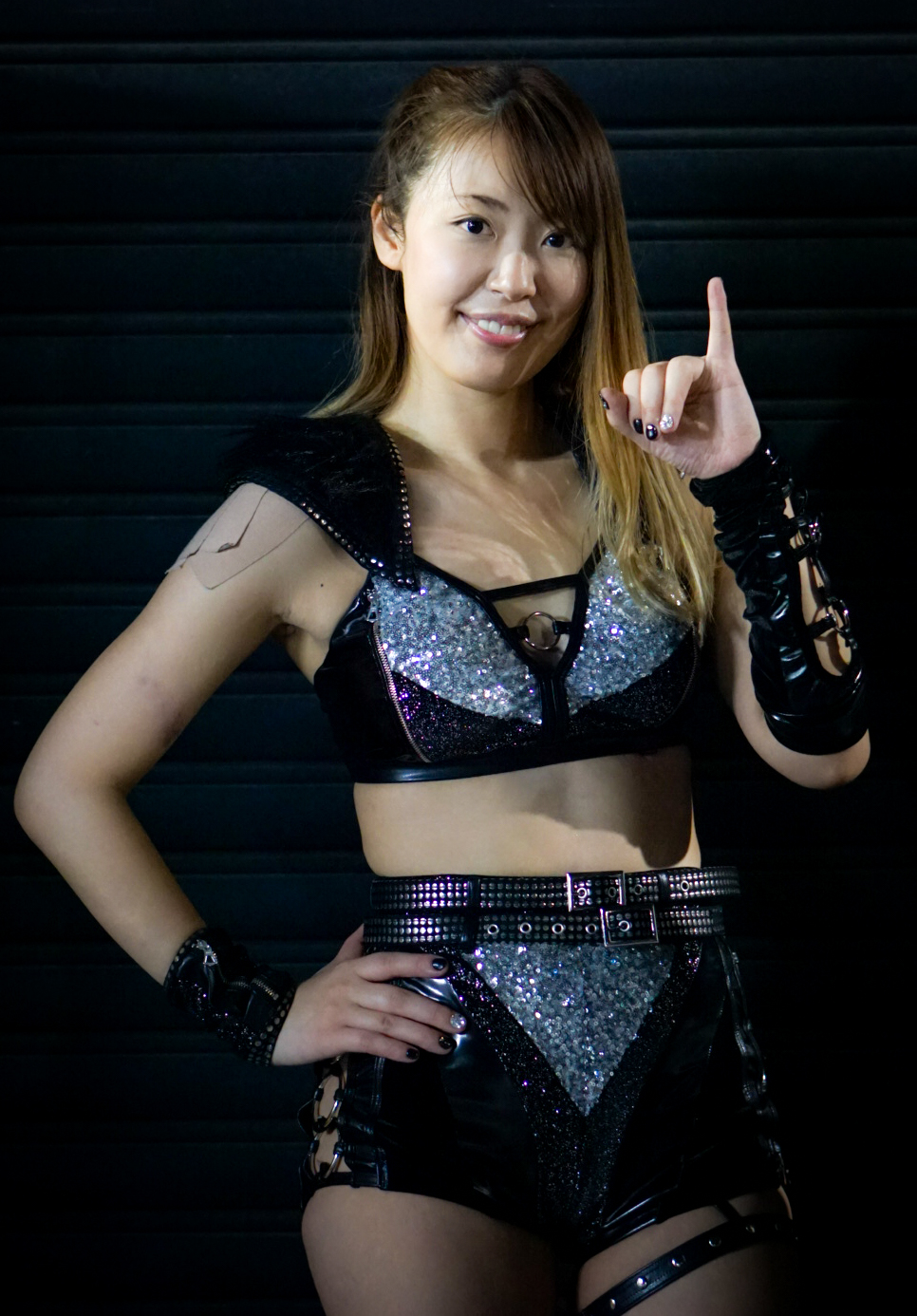
Mai Sakurai

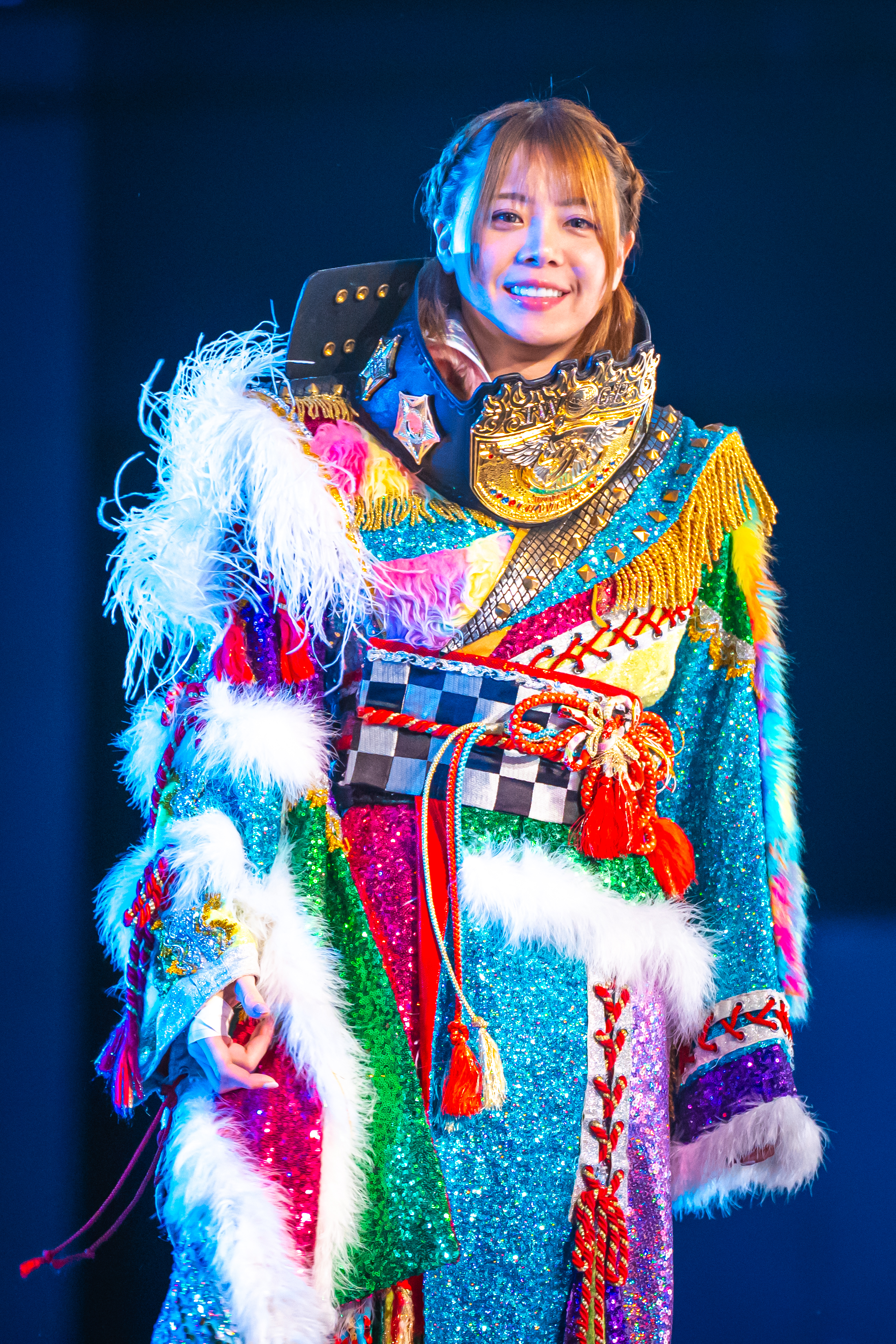
Mayu Iwatani

| Nome               | Nome Reale         | Note                              |
| ------------------ | ------------------ | --------------------------------- |
| Chiaki             | Chiaki Kanahama    |                                   |
| Chika Goto         | Chika Goto         |                                   |
| Hummingbird        |                    |                                   |
| Kizuna Tanaka      | Kizuna Tanaka      |                                   |
| Kouki Amarei       |                    |                                   |
| Komomo Minami      |                    |                                   |
| Mai Sakurai        |                    | Marigold United National Champion |
| Maria              | Maria Takeda       | Marigold Twin Star Champion       |
| Mayu Iwatani       | Mayu Iwatani       | Marigold Superflyweight Champion  |
| Megaton            | Moyoko Todoroki    |                                   |
| Miku Aono          | Miku Aono          |                                   |
| Minami Yuuki       |                    |                                   |
| Mirai              | Mirai Ito          |                                   |
| Misa Matsui        | Misa Matsui        |                                   |
| Nagisa Nozaki      | Nagisa Nozaki      |                                   |
| Nagisa Tachibana   | Nagisa Tachibana   |                                   |
| Naho Yamada        |                    |                                   |
| Natsumi Showzuki   | Natsumi Tokoda     |                                   |
| Rea Seto           |                    |                                   |
| Riho Kawahata      | Riho Kawahata      | Marigold Twin Star Champion       |
| Ryoko Sakimura     |                    |                                   |
| Seri Yamaoka       | Seri Yamaoka       |                                   |
| Shinno             | Shinno Omukai      |                                   |
| Utami Hayashishita | Utami Hayashishita | Marigold World Champion           |
| Victoria Yuzuki    |                    |                                   |

### Dirigenza
| Nome        | Nome reale    | Ruolo       |
| ----------- | ------------- | ----------- |
| Fuka        | Fuka Kakimoto | Produttrice |
| Rossy Ogawa | Hiroshi Ogawa | Fondatore   |